# أي (مغنية)
أي (باليابانية: AI) هي مغنية مؤلفة ومغنية وكاتبة غنائية يابانية وأمريكية، ولدت في 2 نوفمبر 1981 في لوس أنجلوس في الولايات المتحدة.

## وصلات خارجية
- الموقع الرسمي
- أي على موقع IMDb (الإنجليزية)
- أي على موقع ميوزك برينز (الإنجليزية)
- أي على موقع أول ميوزيك (الإنجليزية)
- أي على موقع ديسكوغز (الإنجليزية)